# Héctor Soberón
Héctor Soberón Lorenzo (Cidade do México, 11 de agosto de 1964) é um ator mexicano.

## Biografia
Héctor Soberón iniciou sua carreira com na Televisa atuando na telenovela Muchachitas em 1991. Após ter participado em outras produções, obteve um papel no Mi pequeña traviesa estrelada por Michelle Vieth.
Depois ,  Televisa, ele mudou-se para TV Azteca, onde estrelou na telenovela Marea Brava dois anos mais tarde, e estrelou um relacionamento com Vieth. 
Ele estrelou na peça "P.D. Tu gato ha muerto", a versão em língua espanhola de "PD Seu gato está morto", dirigido por Otto Sirgo. 
Ele casou-se com Michelle Vieth em 19 de abril 2002, mas se divorciaram em 2004. 
Atuou na novela María la del barrio em 1995 seu principal trabalho na Televisa, interpretando "Vladimir de la Vega" que lhe proporcionou maior visibilidade internacional, ao lado de Ricardo Blume, Irán Eory, Montserrat Gallosa, Fernando Colunga e Thalía. Foi exibida no Brasil pelo SBT, que alcançou grande sucesso de audiência, além de outras.

## Telenovelas
- Siempre tuya Acapulco (2014) como Ulises
- Marido en alquiler (2013-2014) como Nestor Montiel
- La ruta blanca (2012) como Octavio
- Corazón apasionado (2011-2012) como Alvaro Martines
- Alguien te mira (2010) como Daniel Vidal
- Pecadora (2009) como Carlos
- Pecados ajenos (2007-2008) como Gary Mendoza
- Mi vida eres tú (2006) como Lucho
- Acorralada (2006) como Horacio
- Olvidarte jamas (2006) como Renato
- Como en el cine (2001) como Enrique
- El amor no es como lo pintan (2000) como César Segovia Sabatié
- Marea brava (1999) como Daniel
- Mi pequeña traviesa (1997) como Alberto Miranda
- Para toda la vida (1996) como Alfredo
- María la del Barrio (1995) como Vladimir de la Vega
- María José (1995) como Darío
- Mágica juventud (1992) como Miguel
- Muchachitas (1991) como Víctor
- La pobre señorita Limantur (1985) como Castiles

## Filmes
- Carpie Diem (2009)
- Mea Culpa (2008) como Raul Villanueva
- Cafe Estrés (2005)
- La curva del olvido (2004)
- Puerto Vallarta Squeeze (2003) como Piloto Rivera
- Campeón (1997)
- Educación sexual en breves lecciones (1994) como Esteban
- Morena (1994) como Juan Casas

## Reality Shows
- Mi sueño es Bailar (2012)

## Ligações Externas
- Héctor Soberón em Alma Latina
- Héctor Soberón. no IMDb.